# Obreda
Obreda (prononciation : [ɔˈbrɛda]) est une localité polonaise de la gmina de Książ Wielkopolski dans le powiat de Śrem de la voïvodie de Grande-Pologne dans le centre-ouest de la Pologne.
Elle se situe à environ 6 kilomètres à l'ouest de Książ Wielkopolski (siège de la gmina), à 9 kilomètres au sud-est de Śrem (siège du powiat) et à 39 kilomètres au sud-est de Poznań (capitale régionale).

## Histoire
De 1975 à 1998, la localité faisait partie du territoire de la voïvodie de Poznań.

Depuis 1999, Obreda est situé dans la voïvodie de Grande-Pologne.
La localité possède une population de 7 habitants en 2006.